# Pasi Poljana
Pasi Poljana (en serbe cyrillique : Паси Пољана) est une localité de Serbie située dans la municipalité de Palilula et sur le territoire de la ville de Niš, district de Nišava. Au recensement de 2011, elle comptait 2 892 habitants.
Pasi Poljana est officiellement classée parmi les villages de Serbie. Ce village est le village natal de Dragan Stojkovic, un ancien footballeur serbe et yougoslave.

## Démographie

### Évolution historique de la population
| 1948 | 1953 | 1961  | 1971  | 1981  | 1991  | 2002  | 2011  |
| ---- | ---- | ----- | ----- | ----- | ----- | ----- | ----- |
| 891  | 969  | 1 050 | 1 217 | 1 471 | 1 705 | 2 139 | 2 892 |

|  |